# Лейк-Колорадо-Сіті (Техас)
Лейк-Колорадо-Сіті (англ. Lake Colorado City) — переписна місцевість (CDP) в США, в окрузі Мітчелл штату Техас. Населення — 636 осіб (2020).

## Географія
Лейк-Колорадо-Сіті розташований за координатами 32°20′52″ пн. ш. 100°56′9″ зх. д. / 32.34778° пн. ш. 100.93583° зх. д. (32.347641, -100.935914).  За даними Бюро перепису населення США в 2010 році переписна місцевість мала площу 23,62 км², з яких 20,08 км² — суходіл та 3,54 км² — водойми.

## Демографія
Згідно з переписом 2010 року, у переписній місцевості мешкало 588 осіб у 263 домогосподарствах у складі 177 родин. Густота населення становила 25 осіб/км².  Було 738 помешкань (31/км²).
Расовий склад населення:
| - 96,4 % — білих - 0,5 % — корінних американців - 0,2 % — чорних або афроамериканців - 2,0 % — осіб інших рас |

До двох чи більше рас належало 0,9 %. Частка іспаномовних становила 4,4 % від усіх жителів.
За віковим діапазоном населення розподілялося таким чином: 18,0 % — особи молодші 18 років, 59,6 % — особи у віці 18—64 років, 22,4 % — особи у віці 65 років та старші. Медіана віку мешканця становила 51,9 року. На 100 осіб жіночої статі у переписній місцевості припадало 92,8 чоловіків;  на 100 жінок у віці від 18 років та старших — 95,9 чоловіків також старших 18 років.
Середній дохід на одне домашнє господарство  становив 80 424 долари США (медіана — 73 906), а середній дохід на одну сім'ю — 95 808 доларів (медіана — 108 438). За межею бідності перебувало 8,2 % осіб, у тому числі 4,9 % дітей у віці до 18 років та 7,0 % осіб у віці 65 років та старших.
Цивільне працевлаштоване населення становило 289 осіб. Основні галузі зайнятості: сільське господарство, лісництво, риболовля — 28,7 %, освіта, охорона здоров'я та соціальна допомога — 25,6 %, науковці, спеціалісти, менеджери — 18,3 %.